# Schönwald (Bayern)
Schönwald ist eine Stadt im oberfränkischen Landkreis Wunsiedel im Fichtelgebirge. Sie liegt zirka 20 km südöstlich von Hof (Saale) an der Grenze zur Tschechischen Republik.

## Geografie

### Geografische Lage
Die Stadt Schönwald liegt im nordöstlichen Teil Bayerns; bis zum Dreiländereck Bayern-Sachsen-Tschechien sind es nur etwa 14 Kilometer, zum Dreiländereck Bayern-Sachsen-Thüringen 25 Kilometer und zur tschechischen Grenze fünf Kilometer Luftlinie. Es ist die nördlichste Stadt im Landkreis, circa 20 Kilometer trennen sie von Wunsiedel und 45 Kilometer von Bayreuth. Die Landeshauptstadt München liegt 230 Kilometer entfernt.
Schönwald bildet den nördlichen Eckpfeiler des hufeisenförmigen Fichtelgebirges. Hausberg der Stadt ist der Große Kornberg. Im Gemeindeteil Reichenbach entsteht aus dem Lohbach und dem Lauterbach der Perlenbach, der nordwestwärts weiterfließt und in Rehau in die Schwesnitz mündet. Große Teile des Stadtgebiets sind Waldflächen.
Südöstlich von Schönwald befinden sich Selb und dessen Gemeindeteil Vielitz, im Norden liegt Rehau. An die gegenüberliegende Seite des Kornbergs grenzt Schwarzenbach an der Saale, südwestlich liegen in zehn Kilometer Entfernung Marktleuthen und Kirchenlamitz. Im Nordosten befindet sich auf tschechischer Seite Aš.

### Gemeindegliederung
Es gibt 16 Gemeindeteile (in Klammern ist der Siedlungstyp angegeben):
- Bernsteinmühle (Einöde)
- Brunn (Dorf)
- Buchbach (Weiler)
- Göringsreuth (Einöde)
- Grünauer Vorwerk (Weiler)
- Grünauermühle (Einöde)
- Grünhaid (Dorf)
- Gutschönlind (Weiler)
- Kleppermühle (Einöde)
- Lenker (Einöde)
- Merzenhaus (Einöde)
- Neuenbrand (Einöde)
- Perlenhaus (Einöde)
- Reichenbach (Dorf)
- Schönwald (Hauptort)
- Sophienreuth (Weiler)

### Geologie
Mit dem Kornberg gibt es in Schönwalds Umgebung einen Granitstock aus hartem Kerngranit. Schönwald selbst liegt in einem diagonal von Südwest nach Nordost verlaufenden Glimmerschieferband auf den kambrischen Schichten. Unterhalb des Rabenbergs ist Quarzit zu finden. Südlich schließt sich ein kleinerer Gneisstreifen an, der die Selber Ortsteile Erkersreuth und Vielitz einschließt. Im Norden befindet sich ein Phyllitgebiet mit Pilgramsreuth und Rehau. Dieses Gestein entstand aus den beiderseits untersilurischen Frauenbachschichten und sandstreifigen Tonschiefern der Phycodenserie. Aus Phyllit besteht auch der Felsen Steinriesl nahe dem Perlenhaus.
Der Schönwalder Boden kann insgesamt als kalk- und stickstoffarm sowie wasserundurchlässig und kalt beschrieben werden.

## Namensherkunft

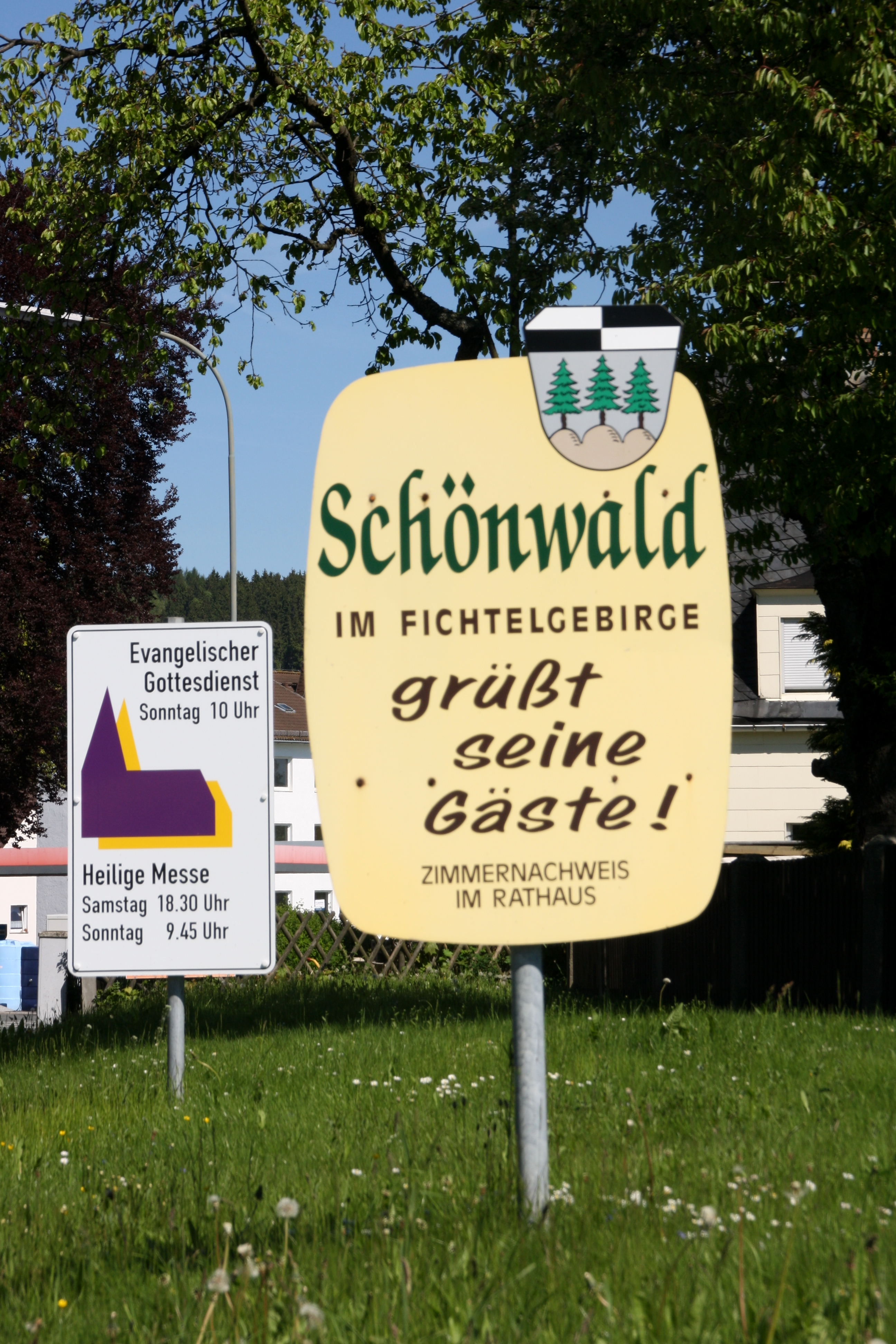
Begrüßungsschilder am Ortseingang Schönwalds

Die Bedeutung des Stadtnamens ist nicht abschließend geklärt. Naheliegend ist die Bedeutung schöner Wald. Schon 1316 ist der Name als „Scho(e)nwalde“, 1360–1370 als „Schoenenwald“, 1418 als Schönwaldt und 1421 als Schönwald überliefert. Wolf-Armin von Reitzenstein schließt daraus, dass es sich tatsächlich auch im Mittelhochdeutschen um einen schönen Wald, also um einen gut nutzbaren Wald gehandelt hat. Eine andere Auslegung bezieht sich auf die Bezeichnung des Ortes als „Schonwald“ in frühen Jahren, bzw. als „Schonwalde“ in den Jahren 1412, 1437 und 1442 sowie als „Schonnwaldt“, „Schonwald“ und „Schonwalt“ im Landbuch der sechs Ämter von 1499. Ein Erklärungsversuch ist die Errichtung eines Hofes am Waldesrand des Großen Kornbergs im Zuge von umfangreichen Rodungen, der von einem Waldaufseher zur Schonung des Waldes besetzt wurde. Ebendieser Hof wurde wahrscheinlich „Zum Schonwalde“ genannt; bei Schönwald handele es sich also um eine Siedlung beim geschonten Wald.

## Geschichte

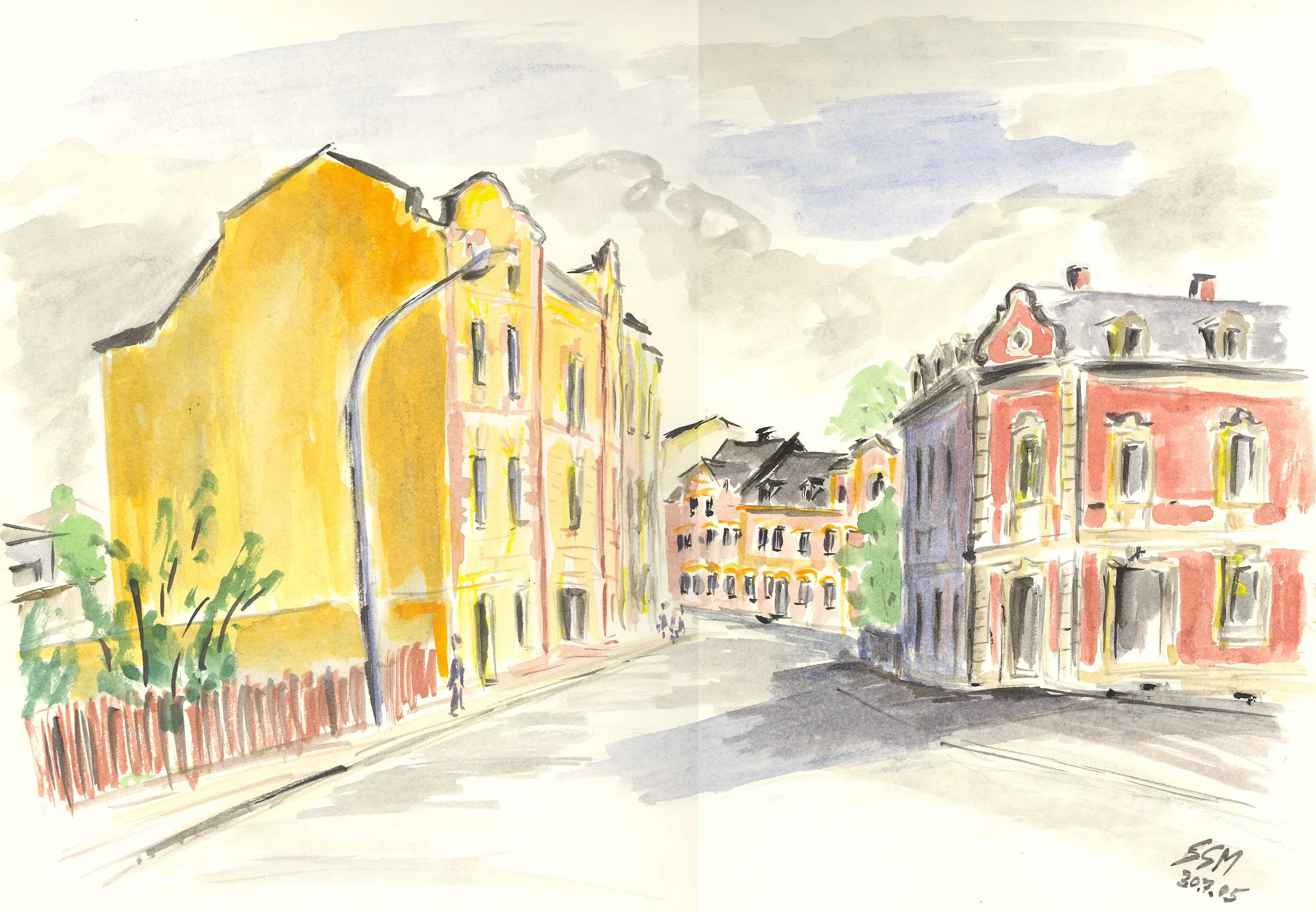
Schönwald. Aquarell von Siegfried Schieweck-Mauk, Eichstätt

### Bis zur Gemeindegründung
Erste Siedlungsanzeichen gab es im 12. Jahrhundert: Gegen 1125/32 schenkte der Markgraf Diepold III. von Vohburg dem Kloster Benediktbeuern ein Waldgebiet, das sich zwischen „Vilice“ (Vielitz) und „Swirznice“ (die Schwesnitz, bzw. der heutige Perlenbach) erstreckte und damit auch Schönwald einschloss. Als Grenzen dieses später „Schönwalder Wald“ genannten Bereichs lassen sich der Haselbach zwischen Vielitz und Brunn („Coselbach“) im Süden und der Tännigbach („Spantanne“) im Süden mutmaßen. Die Urkunde erwähnt ebenso, dass der Wald „70 Fuss“ über den Perlenbach hinaus reichte; dies entspricht in etwa dem heutigen Schönwalder Stadtgebiet. Wahrscheinlich wollte Diepold III. in dieser Gegend ein Benediktinerkloster gründen.
Mit dem Tod des Markgrafen 1146 fiel das Gebiet wieder an das Reich zurück; die Notthafft bekleideten das Forstmeisteramt. Eine erste urkundliche Erwähnung liegt von 1316 vor, als Fritz Forster dem Kloster Waldsassen seinen Hof schenkte; ein Rittergut muss also bereits früher gegründet worden sein. Gehörte der Landstrich ursprünglich zum Egerland, so ging er Anfang des 15. Jahrhunderts an die Burggrafschaft Nürnberg über; es entbrannte ein jahrzehntelanger Konflikt zwischen beiden Parteien. 1412 verkauften die Forster Schönwald mit sämtlichen anderen Besitzungen an den Burggrafen Johann III. Im Jahre 1417 befand sich das Schönwalder Rittergut im Besitz von Hans Thoß, doch auch Conrad von Aufseß wollte es haben. 1420 übergab König Siegmund von Böhmen Schönwald an Reinhard und Margarete Weiß, Tochter von Hans Thoß, als Lehen des Egerlandes. Als die Kneußel Gut und Dorf 1437 vom Markgrafen lehensweise bekamen, waren die Streitigkeiten beendet.
Von 1465 bis 1622 gehörte Schönwald den Herren von Thela. In den folgenden Jahren wechselten die Besitzer oft: Zunächst ging das Dorf an den brandenburg-kulmbachischen Kammerjunker Balthasar Friedrich Rab über, 1696 an den Rat Jobst Bernhard von Lindenfels und 1711 an den Rat Wolf Christof von Schmid.
Um 1777 wechselte der Rittersitz von dem Schloss neben der evangelischen Kirche in das neu gebaute Schloss in Sophienreuth. Das Markgraftum Ansbach-Bayreuth kam 1791 zum Königreich Preußen. Nach vierjähriger französischer Militärverwaltung gelangte der Ort 1810 zum Königreich Bayern. Im Jahr 1818 verbanden sich Göringsreuth, Grünauer Vorwerk, Grünauer Mühle, Grünhaid, Kleppermühle und Sophienreuth zusammen mit dem Hauptort zur politischen Gemeinde Schönwald.

### 19. und 20. Jahrhundert
Das vormals vom Weberhandwerk geprägte Dorf entwickelte sich durch die Industrialisierung schnell zu einem Arbeiterort, besonders durch die 1879 errichtete Porzellanfabrik. Die Erhebung zum Markt erfolgte 1938.
Im Zweiten Weltkrieg blieb Schönwald weitgehend von Kampfhandlungen verschont. Erst am 19. April 1945 kam es zu einem Artilleriebeschuss durch das 358. US-Infanterieregiment, 90. Infanteriedivision. Durch die Gefechte, die außer einer Mittagspause vom Vormittag bis zum Nachmittag andauerten, kam es zu diversen Schäden an Gebäuden und Fabriken sowie zum Tod dreier Personen. Anschließend erfolgte die Besetzung durch amerikanische Truppen, die für die Bürger mit anfangs scharfen Restriktionen (z. B. Ausgangssperren) im öffentlichen Leben einherging. In den nächsten Monaten herrschte in Schönwald eine Militärregierung mit dem kommissarisch eingesetzten deutschen Bürgermeister Gustav Arnold, der seine Amtsgeschäfte am 20. Juni 1945 an den ersten „regulären“ Bürgermeister Heinrich Voigt übergab. Einige Truppen zogen im September 1945 ab.
Am 17. Mai 1954 verlieh der bayerische Innenminister und stellvertretende Ministerpräsident Wilhelm Hoegner Schönwald das Stadtrecht.

### Eingemeindungen
Im Zuge der Gebietsreform in Bayern wurden am 1. Januar 1978 Teile der aufgelösten Gemeinden Lauterbach und Vielitz eingegliedert.

### Einwohnerentwicklung
Zwischen 1988 und 2018 sank die Einwohnerzahl von 3981 auf 3219 um 762 beziehungsweise um 19,1 Prozent.

## Religion

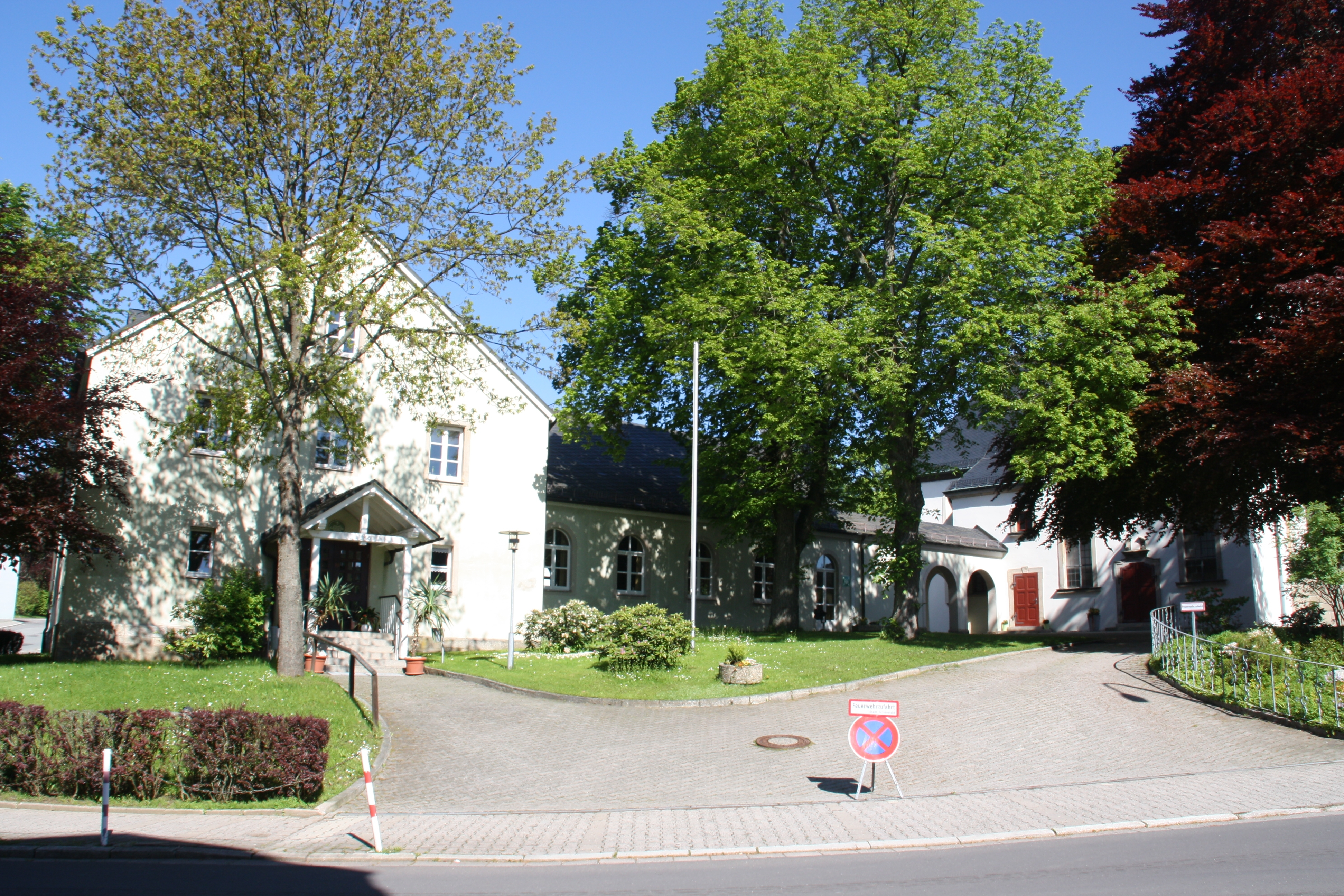
Kirchplatz mit evangelischem Gemeindehaus und Pfarrkirche

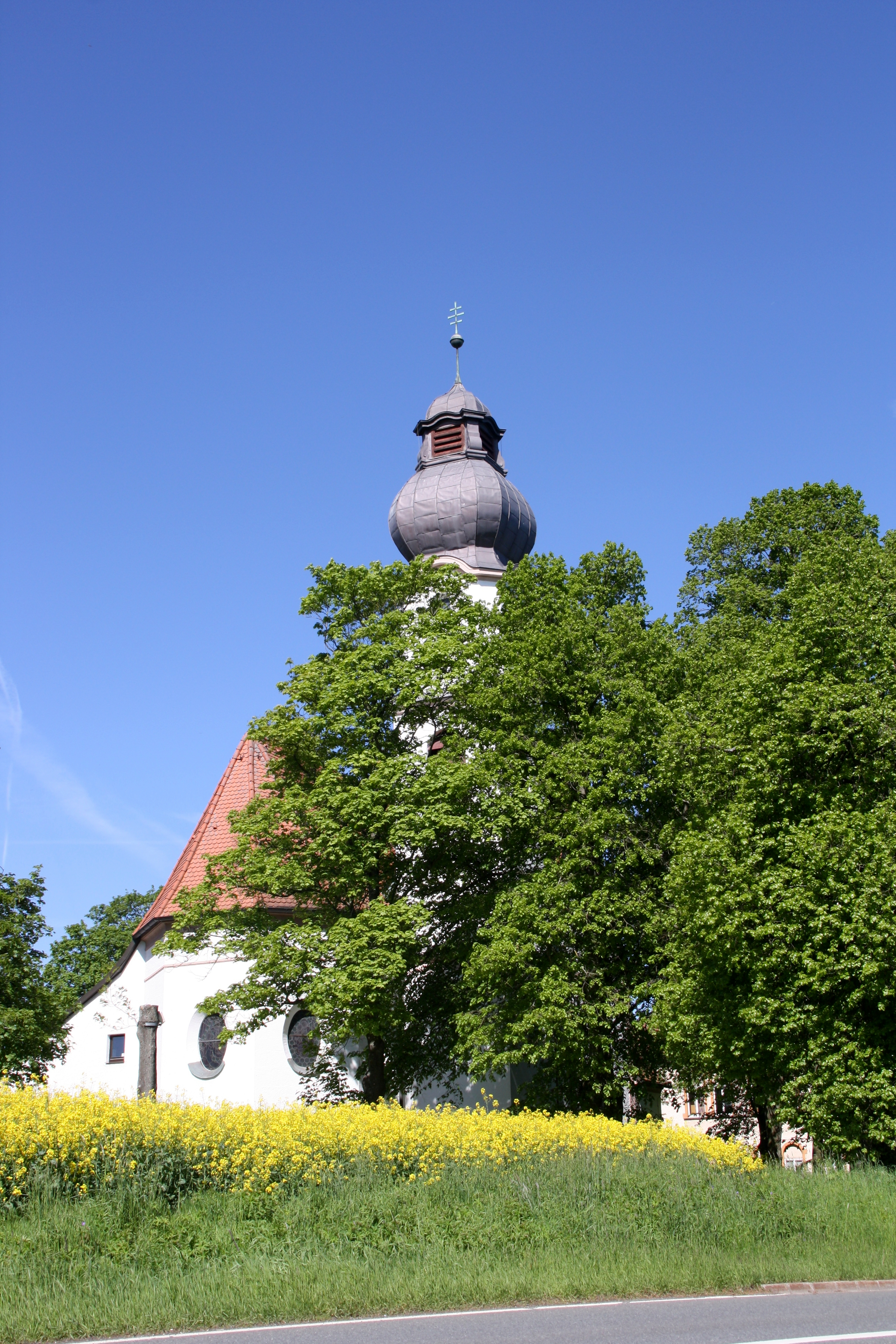
Katholische Pfarrkirche St. Marien

In Schönwald befindet sich die evangelische Pfarrei Schönwald, der die Kirchengemeinden Schönwald und Spielberg unterstehen. Sie ist Teil des Dekanats Selb. 2012 hatte die Kirchengemeinde Schönwald 2098 Mitglieder. Zu ihr gehören ein Kindergarten und ein Kinderhort. Pfarrerin ist seit August 2012 Tilla Noack, die zweite Pfarrstelle hat momentan Elke Pröbstl inne.
Katholischerseits existiert die Pfarrei St. Marien Schönwald, die sich neben ihrem Hauptort auch über Teile Selbs (Heidelheim, Lauterbach, Selb-Plößberg, Spielberg und Vielitz) und Rehaus (Neuhausen) erstreckt. Sie ist die nördlichste Pfarrei im Bistum Regensburg und besitzt die Filialgemeinde St. Josef Selb-Plößberg. Der Schönwalder Kirchengemeinde sind ein Kindergarten und die Kolpingjugend angeschlossen. Bis 2008 besaß sie außerdem eine Schwesternstation mit Ordensfrauen der Schwestern vom Göttlichen Erlöser. Seit 1. September 2024 bildet die Pfarrei mit den Pfarreien Herz Jesu und Heilig Geist in Selb eine Pfarreiengemeinschaft unter der Führung von Pfarrer Thomas Fischer.
In Schönwald gibt es einen ökumenischen Pflegedienst, der von den Gemeinden beider Konfessionen unterstützt wird. Die türkischen Muslime gehören größtenteils der türkisch-islamischen Gemeinde Selb an.

## Politik

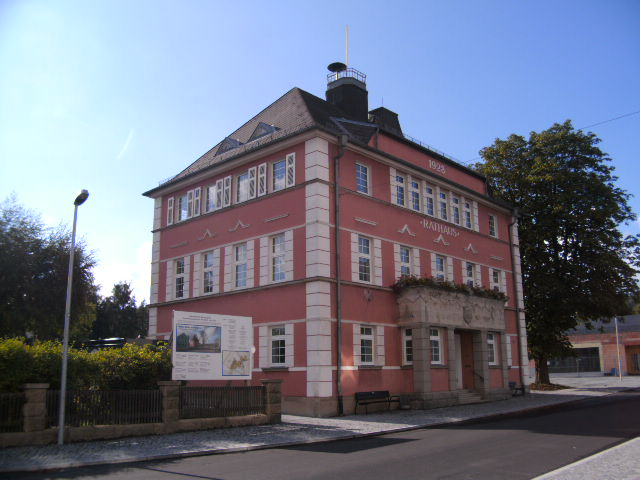
Rathaus von Schönwald

- SPD: 9
- CSU: 7

### Stadtrat
Der Stadtrat Schönwalds hat 16 Mitglieder. 
Seit der Stadtratswahl am 15. März 2020 sind die Sitze folgendermaßen verteilt:
- SPD: 9 Sitze – Stimmenanteil 58,2 %
- CSU: 7 Sitze – Stimmenanteil 41,8 %

### Wappen
Mit dem Erhalt des Marktstatus 1938 wurde Schönwald ein Wappen verliehen.
| | Blasonierung: „Unter von Silber und Schwarz geviertem Schildhaupt in Silber auf grünem Dreiberg nebeneinander stehend drei grüne Nadelbäume.“ |
| Wappenbegründung: Dabei deutet das gevierte Schildhaupt auf die ehemalige Herrschaft der Markgrafschaft Brandenburg-Bayreuth. Die drei Hügel verweisen auf die Lage Schönwalds im Fichtelgebirge, die Fichten auf die Baumart des dortigen Waldes. | |

### Städtepartnerschaften
Partnerstadt ist seit 1984 Pusignan im französischen Département Rhône; seit 1986 sind auch die jeweiligen Schulen miteinander befreundet. Der Verein zur Pflege deutsch-französischer Beziehungen organisiert regelmäßig Fahrten nach Pusignan.

## Kultur und Sehenswürdigkeiten

### Musik
In Schönwald befinden sich einige Gruppen und Musikvereine, darunter die Blasmusikgruppe De Kreabröihmusikanten und der Gebirgs- und Volkstrachtenverein Alpenrose, der regelmäßig Volksmusikkonzerte veranstaltet. Auch die verschiedenen Chöre im kirchlichen Bereich tragen zum musikalischen Leben bei: In der katholischen Kirchengemeinde existiert eine Schola, die evangelische Kirchengemeinde verfügt über einen Posaunenchor, den Kirchenchor Laudate sowie den Jugendchor Inspiration. Darüber hinaus findet ein Teil des Unterrichts der Selber Musikschule in Schönwald statt.

### Grünflächen und Naherholung

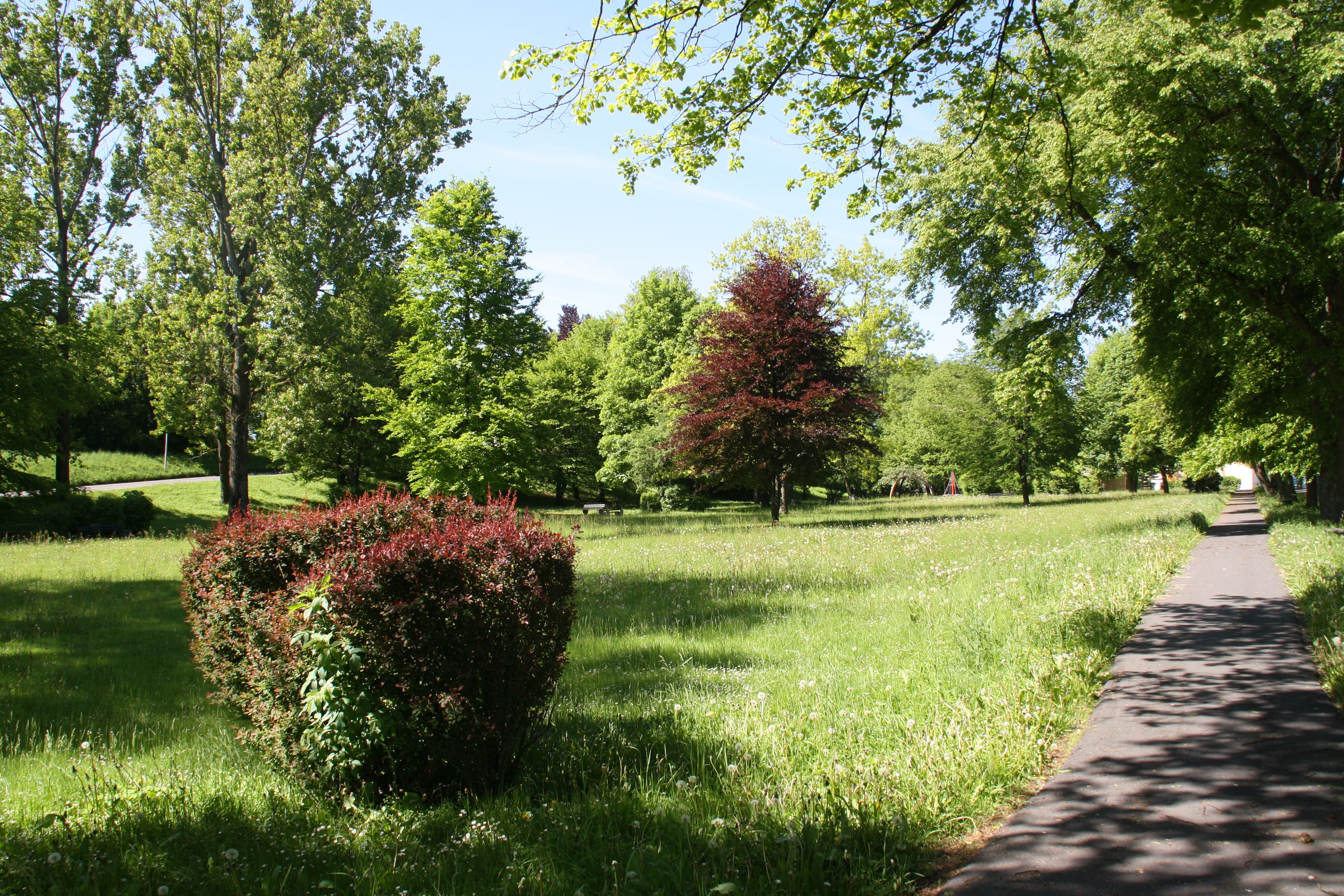
Blick in den Bahnhofspark

Durch die Lage im ländlichen Raum ist Schönwald ringsum von Wald-, Acker- und Wiesenflächen umgeben, woraus sich in der näheren Umgebung zahlreiche Wandermöglichkeiten, besonders am Kornberg, ergeben. Neben der eher geringen Ortsgröße begründet dies auch, warum Schönwald über keine größeren Parkanlagen verfügt. Beliebte Ausflugsziele in unmittelbarer Stadtnähe sind das Schloss Sophienreuth und die Kleppermühle, die Teiche in der Au bei Neuenbrand, die im Wald gelegene Gaststätte Altes Pfarrhaus auf der Göringsreuth sowie das Gebiet um das Merzenhaus.
Im nahegelegenen Perlenbachtal liegt ein beheiztes Freibad. Der Hang des Kornbergs kann im Winter zum Langlauf- und Skisport benutzt werden.

### Sport
Zu den Fußballvereinen Schönwalds zählen der 1. FC Schönwald und der SC Grünhaid, die jeweils über einen eigenen Fußballplatz verfügen. Der SC Grünhaid besitzt ebenfalls eine Tischtennissektion. Der TV Schönwald deckt die Disziplinen Badminton, Handball, Nordic Walking, Judo, Leichtathletik, Tischtennis und Turnen ab. Des Weiteren befindet sich ein Sportfischereiverein, ein Kegelclub, ein Schachverein, ein Sportschützenverein sowie ein Behinderten- und Versehrtensportverein im Ort.

## Wirtschaft und Infrastruktur
Bekannt ist der Ort durch die seit über 125 Jahren dort ansässige Porzellanfabrik Schönwald. Die Bayerische Porzellanstraße verläuft durch den Ort.

### Verkehr
Die Stadt liegt an der Autobahn 93 und wird von der Bundesstraße 15 durchquert. Schönwald besitzt einen Haltepunkt an der Bahnstrecke Cheb–Oberkotzau, es besteht dort Anschluss zu Zügen der Bahnlinie Hof–Selb (KBS 858) sowie über Aš und Cheb bis nach Marktredwitz. Montags bis freitags verkehren vereinzelt Busse der Verkehrsgemeinschaft Fichtelgebirge nach Selb. An Schultagen gibt es eine Frühverbindung nach Wunsiedel, am Samstag besteht eine einzelne Busverbindung nach Marktredwitz.

### Bildung

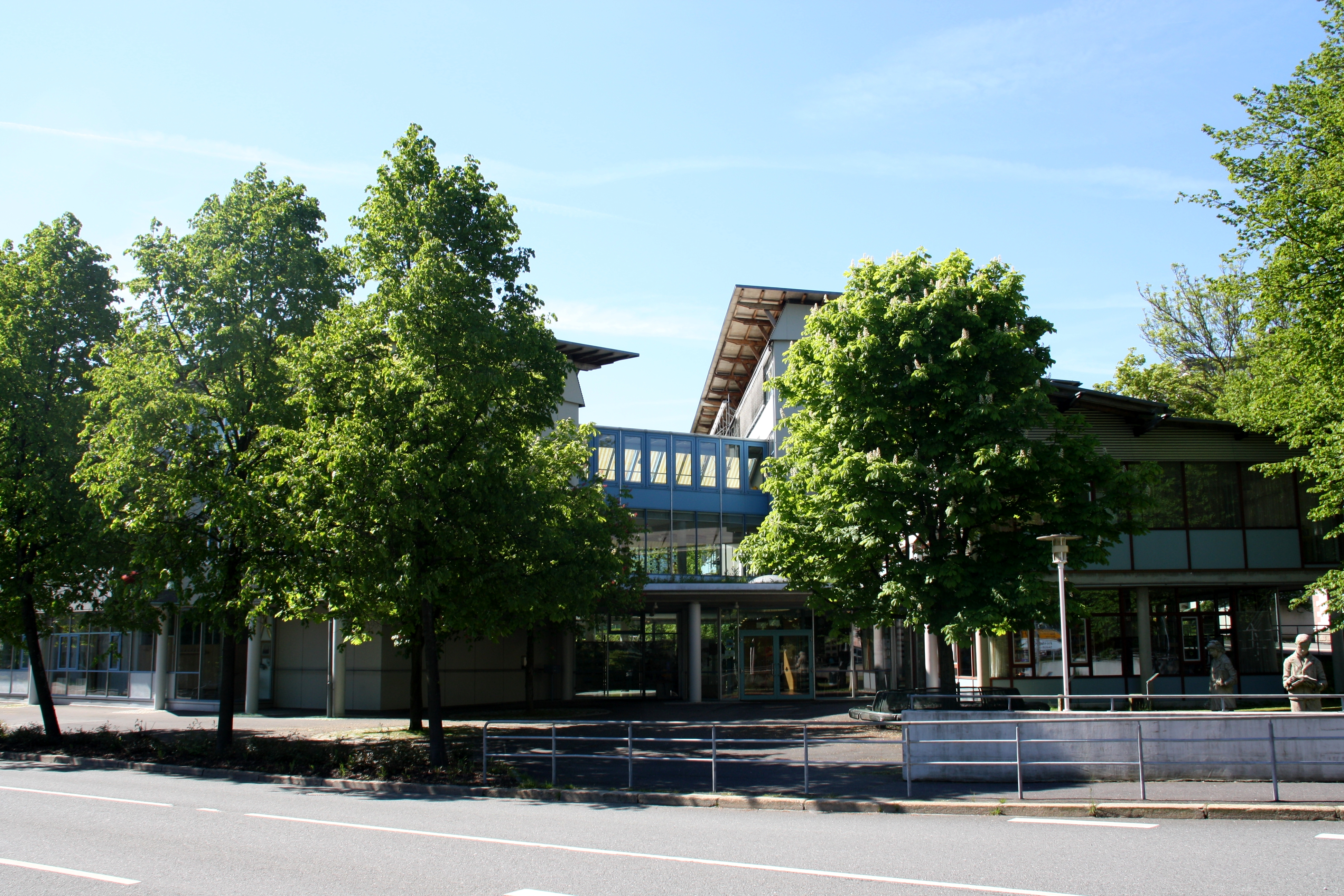
Grundschule Schönwald

Im Ort befindet sich die Volksschule Schönwald, eine Grundschule von der 1. bis zur 4. Klasse. In den Räumen finden auch einige Kurse der Volkshochschule Marktredwitz statt. Die Grundschule hat eine Partnerschaft mit der Ascher Základní škola. Außerdem befindet sich eine Stadtbibliothek im Schulgebäude. Die Grund- und Teilhauptschule wurde nach Plänen des Nürnberger Architekturbüros Niederwöhrmeier + Kief errichtet.

## Sonstiges
Die Stadt gehört der grenzüberschreitenden Mikroregion Freunde im Herzen Europas an.

## Persönlichkeiten

### Töchter und Söhne der Stadt
- Alfred Noyer-Weidner (1921–2001), Romanist, Italianist und Literaturwissenschaftler
- Walburg Wohlleben (* 1945), literarische Übersetzerin
- Peter Bauer (* 1949), bayerischer Landtagsabgeordneter (Freie Wähler)
- Hans-Günter Brodmann (* 1955), Jazzmusiker, Videokünstler und Filmemacher

### Persönlichkeiten, die in Schönwald gewirkt haben
- Hermann Gröhler (1862–1958), Sprachwissenschaftler und Namenforscher
- Karl Tauer (1902–1996), Politiker und Mitglied des Bayerischen Senats
- Max von der Grün (1926–2005), Schriftsteller; wuchs in Schönwald auf
- Harald Gröhler (* 1938), Schriftsteller; wuchs in Schönwald auf